# Gerstaeckerus similis similis
Gerstaeckerus similis similis es una subespecie de coleóptero de la familia Endomychidae.

## Distribución geográfica
Habita en Laos y Vietnam.